# Хаена (Хаваји)
Хаена (енгл. Haena) насељено је место за статистичке потребе у америчкој савезној држави Хаваји. По попису становништва из 2010. у њему је живело 431 становника.

## Демографија
Према попису становништва из 2010. у граду је живело 431 становника.
| Група             | 2000.  | 2010.       |
| Белци             | . (.%) | 283 (65,7%) |
| Афроамериканци    | . (.%) | 0 (0,0%)    |
| Азијати           | . (.%) | 7 (1,6%)    |
| Хиспаноамериканци | . (.%) | 19 (4,4%)   |
| Укупно            | .      | 431         |